# جيرزي لانغر
جيرزي لانغر (بالبولندية: Jerzy Marian Langer)‏ هو فيزيائي بولندي، ولد في 18 يوليو 1947 في وودج في بولندا.